# Општина Кужмир (Мехединци)
Кужмир (рум. Cujmir) општина је у Румунији у округу Мехединци.
Oпштина се налази на надморској висини од 64 m.